# Boreomysis
Boreomysis är ett släkte av kräftdjur som beskrevs av Georg Ossian Sars 1869. Boreomysis ingår i familjen Mysidae.

## Dottertaxa tillBoreomysis, i alfabetisk ordning[1][2]
- Boreomysis acuminata
- Boreomysis arctica
- Boreomysis atlantica
- Boreomysis bispinosa
- Boreomysis brucei
- Boreomysis caeca
- Boreomysis californica
- Boreomysis chelata
- Boreomysis curtirostris
- Boreomysis dubia
- Boreomysis fragilis
- Boreomysis hanseni
- Boreomysis illigi
- Boreomysis incisa
- Boreomysis inermis
- Boreomysis insolita
- Boreomysis intermedia
- Boreomysis jacobi
- Boreomysis kistnae
- Boreomysis latipes
- Boreomysis longispina
- Boreomysis macrophthalma
- Boreomysis megalops
- Boreomysis microps
- Boreomysis nobilis
- Boreomysis obtusata
- Boreomysis oparva
- Boreomysis pearcyi
- Boreomysis plebeja
- Boreomysis rostrata
- Boreomysis semicoeca
- Boreomysis sibogae
- Boreomysis sphaerops
- Boreomysis tanakai
- Boreomysis tattersalli
- Boreomysis tridens
- Boreomysis vanhoeffeni
- Boreomysis verrucosa